# Llengües de Nicaragua
Aquest article fa referència a les llengües parlades a Nicaragua. La llengua oficial de Nicaragua és el castellà. Tanmateix, els nicaragüencs de la costa del Carib també parlen anglès i les comunitats indígenes de la Costa de Mosquitos parlen llurs llengües nadiues.

## Llengües
| Llengua           | Parlants  |
| ----------------- | --------- |
| Àrab              | 400       |
| Xinès             | 7.000     |
| Anglès            | 20.334    |
| Garifuna          | 1.500     |
| Miskito           | 154.400   |
| Llengua de signes | 3.000     |
| Castellà          | 4.347.000 |
| Sumo              | 6.700     |
| Rama              | 24        |
| crioll            | 30.000    |

### Castellà
El castellà o nicañol (com sovint anomenen al castellà de Nicaragua) és parlat pel 90% de la població del país. A Nicaragua és força comú el voseo de la mateixa manera que en altres països de l'Amèrica Central i del Sud com l'Argentina, Bolívia, Costa Rica, la costa de Colòmbia, Hondures o el Paraguai. El castellà té nombrosos dialectes parlats arreu d'Amèrica llatina, i a Nicaragua és parlat el castellà d'Amèrica Central.
Fonètica i fonologia
Algunes característiques de la fonologia nicaragüenca són:
- /s/ a final de síl·laba o al principi de consonant es pronuncia com a [h].
- j (/x/), és aspirada; és més suau que la /h/ anglesa (p. ex.: Yahoo).
- No hi ha confusió entre /l/ i /r/, com al Carib.
- /s/, /z/ i a vegades /c/ (com a cerrar) es pronuncien com a [s].

### Anglès
L'anglès també es parla entre els nicaragüencs educats, expatriats dels Estats Units, i pel sector turístic. A la costa del Carib, a causa de l'herència africana i anglesa, a ciutats com Bluefields i Corn Island l'anglès es parla en forma de crioll anglès per la majoria de la població, coexistint amb altres llengües indígenes.

## Llengües indígenes

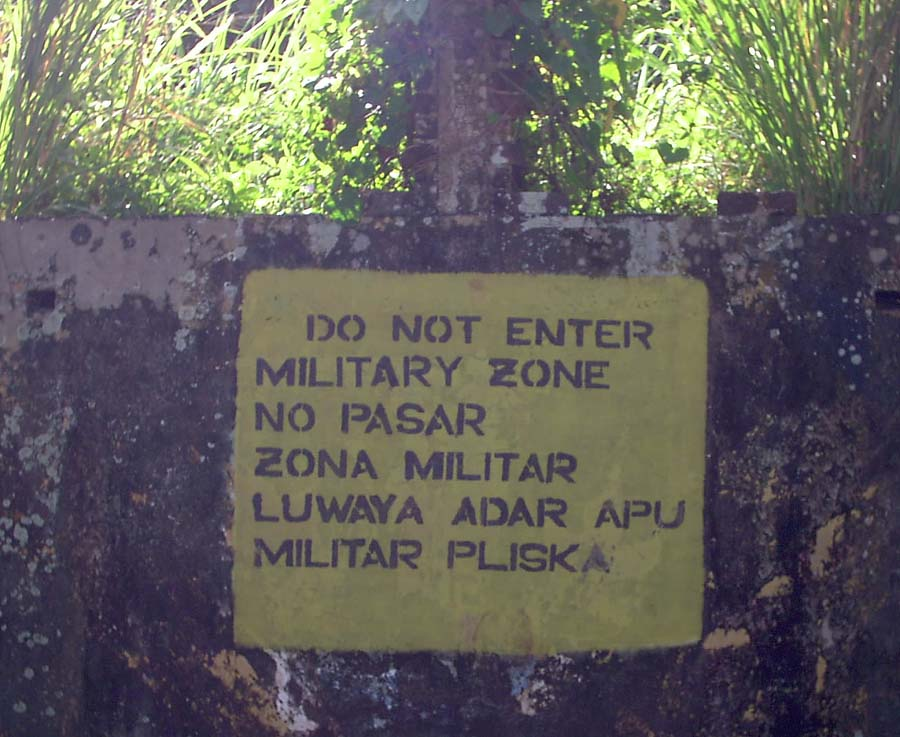
Un cartell a Bluefields en anglès (dalt), espanyol (mig) i miskito (baix).

Diversos pobles indígenes de la Costa del Carib segueixen utilitzant la seva llengua materna, les principals llengües són miskito, sumo i rama. Una altra llengua indígena parlada és el garifuna.
Miskito
El miskito és una llengua misumalpa parlada pels miskitos al nord-est de Nicaragua, al llarg de la costa del Carib, especialment a la Regió Autònoma de l'Atlàntic Nord. El miskito és l'idioma indígena que més es parla a Nicaragua, això és perquè els miskitos són el poble indígena més nombrós del país.
Sumo
Sumo (també sumu) és una llengua misumalpa parlada a Nicaragua pels sumos. Té una variació dialectal àmplia, i a vegades els principals dialectes poden semblar llengües diferents.
Rama
El rama és una llengua indígena de la família txibtxa parlada pels rames de l'illa de Cayo Rama i al sud del llac Bluefields de la costa caribenya de Nicaragua. El rama és una llengua amenaçada. Llur llengua ha estat descrita com a "ràpidament moribunda per falta d'ús" ja des del 1860. Pel 1980 es va observar que els rama havien "gairebé perduda la seva llengua ètnica original", i en comptes havien esdevingut parlants d'una forma de crioll anglès, crioll de Cayo Rama que és parlat per 8.000–9.000 persones. El 1980-1981 s'iniciaren esforços de revitalització lingüística sota el govern sandinista, però no van tenir èxit. El treball de camp per al primer diccionari rama es va fer durant aquest temps per Robin Schneider, un estudiant graduat a la Universitat de Berlín. En 1992 només es podia trobar uns 36 parlants fluents entre una població ètnica de 649 individu en 1992, dels quals només uns pocs individus dispersos viuen fora de Nicaragua. El nombre de parlants a l'illa de Cayo Ramna era només de 4 en 1992, degut a la desviació cap a l'anglès que havia general el crioll de Cayo Rama.
Llengua de signes nicaragüenca
La llengua de signes nicaragüenca ha estat de particular interès per als lingüistes com una de les poques llengües el naixement de la qual va ser registrat.

## Llengües minoritàries
Nicaragua té molts grups minoritaris. Molts grups ètnics a Nicaragua, com els xinesos de Nicaragua i palestins de Nicaragua han mantingut llurs llengües ancestrals juntament amb el castellà o l'anglès. Hi ha parlants minoritaris de xinès, àrab, alemany i italià, entre d'altres.

## Llengües extingides
Nicaragua té un total de 3 llengües extingides.
Matagalpa
El matagalpa, també conegut com a pantasma, era una llengua misumalpa parlada pels misumalpes. En 1981 la població ètnia matagalpa era aproximadament de 18.000–20.000 individus. Els matagalpes viuen a les muntanyes centrals de Nicaragua als departaments de Matagalpa i Jinotega. El matagalpa es va extingir en el segle xix i el poble epònim parla actualment. Només es coneix una llista cyrta de paraules. És molt relacionat amb la llengua cacaopera.
Sutiaba
El sutiaba (sovint mal pronunciat "subtiaba") és una llengua extingida indígena del grup otomang que es va parlar al vessant pacífic de Nicaragua. El 1925 Edward Sapir va escriure un article basat en l'escassa evidència per a incloure el sutiaba en l'hipotètic grup hoka. Altres han vinculat el sutiaba amb les llengües jicaque, però des del treball de Suárez és acceptat generalment que el sutiaba és una llengua otomang. Quan Sapir en va escriure el 1925 era seriosament amenaçada o moribunda.
Mangue
El monimbo mai va existir com a nom de llengua. Els indis monimbo eren chorotegues parlants de mangue, una llengua molt propera al chapaneco. Mangue és una llengua extingida classificada dins del grup otomang, com a Chiapaneca-Mangue.
Nicarao
També conegut com a pipil-nicarao, un dialecte nahuat que pertany al grup uto-asteca meridional. El nicarao va donar nom posteriorment al país, Nicaragua. El nicarao fou una lingua franca durant el segle xvi.